# 大象宫

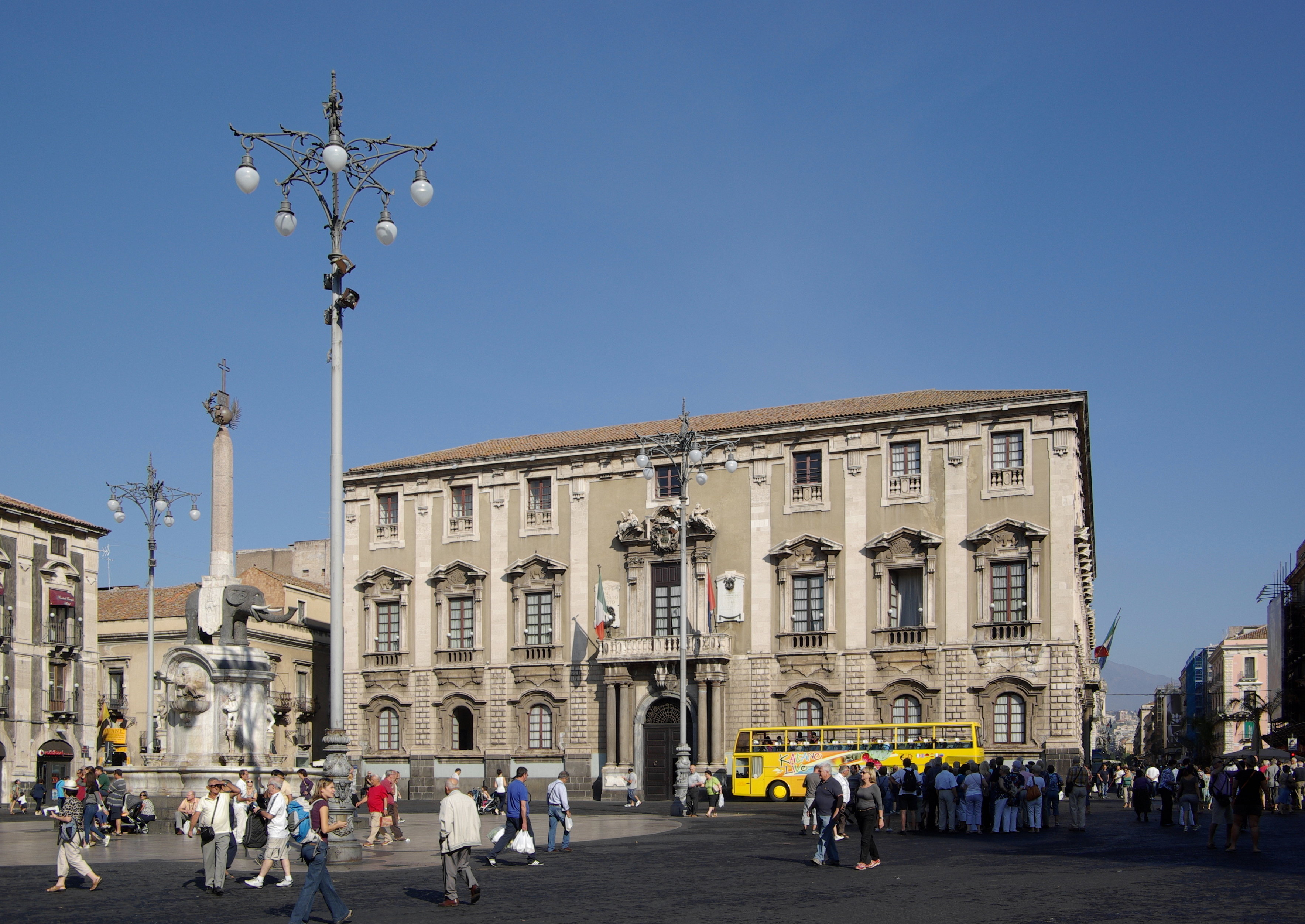
大象宫

大象宫（Palazzo degli Elefanti）是意大利西西里卡塔尼亚的一座历史建筑，为市政厅所在地。
大象宫位于主教座堂广场北侧，建于1696年（灾难性的1693年西西里地震后），原设计者为 Giovan Battista Longobardo，但东、南、西三个立面出自Giovan Battista Vaccarini之手，而北立面是Carmelo Battaglia的作品。